# Schlaf in der Sonne

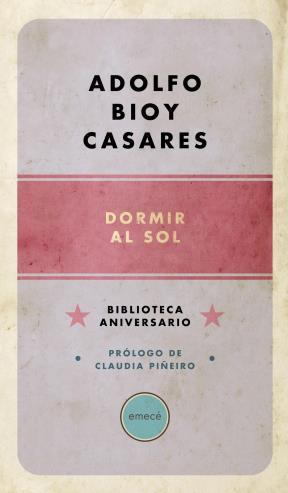
Umschlag einer Ausgabe von Dormir al sol

Schlaf in der Sonne (Originaltitel: Dormir al sol) ist ein Roman des argentinischen Schriftstellers Adolfo Bioy Casares. Die Originalausgabe erschien 1973 in spanischer Sprache, die deutsche Übersetzung wurde 1976 publiziert. Der Roman verknüpft die realistische Schilderung kleinbürgerlichen Lebens in einem Stadtviertel von Buenos Aires mit einer Handlung, die sich ins Phantastische wendet, und beschäftigt sich mit der Frage der menschlichen Identität. Im Zentrum seiner in der damaligen Gegenwart angesiedelten Geschichte steht der Versuch eines liebenden Ehemannes, die zunehmend beunruhigende Wesensänderung seiner Ehefrau zu verstehen. Kritiker haben das Buch einerseits als gesellschaftskritische, auch politisch interpretierbare Parabel aufgefasst, andererseits aber auch als rein literarische Schöpfung ohne besondere Botschaft beschrieben. 2010 erschien eine argentinische Verfilmung.

## Handlung
Der Roman wird zum größten Teil als Brief des Protagonisten Lucio Bordenave an seinen Bekannten Felix Ramos erzählt, zu einem kleinen Teil als Bericht von Ramos. Durch verschiedene Namen von Örtlichkeiten (Saavedra-Park, Plaza Irlanda etc.) ist Buenos Aires als Ort der Handlung erkennbar. Der zeitliche Rahmen ist nicht genau festgelegt, jedoch spielt die Handlung größtenteils in den letzten Wochen eines Jahres, zu Weihnachten und Neujahr. Alltagsgegenstände und Beschäftigungen (z. B. Fernsehen) lassen auf die Gegenwart zum Erscheinungszeitpunkt des Romans (1973) schließen.

### Erster Teil
Lucio „Lucho“ Bordenave, ehemaliger Bankangestellter und nun selbständiger Uhrmacher, liebt seine Frau Diana sehr. Diese ist allerdings psychisch etwas labil und war als Mädchen während einiger Zeit in einem Sanatorium untergebracht. Ihre Nervosität und „Neigung zur allgemeinen Unzufriedenheit“ ändern dabei nichts an Bordenaves Ergebenheit, wobei er sich manchmal fragt, was er an Diana eigentlich so liebe – ob es etwa nur ihre besonders schöne äußere Erscheinung sei. Das Ehepaar ist kinderlos. Als sie einen Professor Standle kennenlernen, den deutschen Betreiber einer Hundeschule, fordert dieser Bordenave im Vertrauen dringlich auf, seine Frau, die „sehr krank“ sei, zur stationären Behandlung in eine Klinik einweisen zu lassen. Er folgert dies unter anderem aus der Entschlusslosigkeit Dianas, die sich für keines der Hündchen aus seiner Hundeschule entscheiden konnte – dies deute „nicht auf einen Menschen, der bei klarem Verstand ist“. Bordenave lässt sich überreden und Standle kündigt an, seine Frau gleich am nächsten Morgen abholen und zur Klinik von Dr. Reger Samaniego bringen zu wollen. Danach ist Bordenave, der sich eigentlich nur verpflichtet hat, „meine Frau auszuliefern, um bei dem Gespräch mit dem Professor keine schlechte Figur zu machen“, beunruhigt und schmiedet gar Pläne, noch in derselben Nacht mit Diana zu fliehen, die er allerdings nicht in die Tat umsetzt.
Als Standle Diana abholt, geht diese bereitwillig mit – Bordenave hat den Eindruck, dass Standle schon alles mit ihr abgesprochen hatte. Trotzdem macht sich Bordenave Vorwürfe. Später kauft er bei Standle eine Schäferhündin, die er Diana nach ihrer Rückkehr zum Geschenk machen möchte. Diese hat ebenfalls den Namen Diana und bezaubert ihn sogleich. Während sich Bordenave noch mit dem Gedanken trägt, mithilfe eines Anwalts die Entlassung seiner Frau zu fordern, wird er von Dr. Samaniego telefonisch in die Klinik bestellt. Dieser teilt ihm zu seiner Überraschung mit, dass sie nun tatsächlich bereits als geheilt entlassen werden könne. Samaniego fordert Bordenave auf, „Gewohnheiten und Eigenheiten“, die seine Frau vielleicht abgelegt habe, nicht zu vermissen. Sie habe sich zu ihrem Vorteil verändert und Bordenave müsse nun seine „Neigung unterdrücken, sie wieder krank zu machen“, beziehungsweise sie wieder mit der Krankheit „anzustecken“, die sie zu einem Teil auch ihm übertragen habe. Samaniego regt sogar an, dass sich Bordenave selber stationär behandeln lassen könnte.

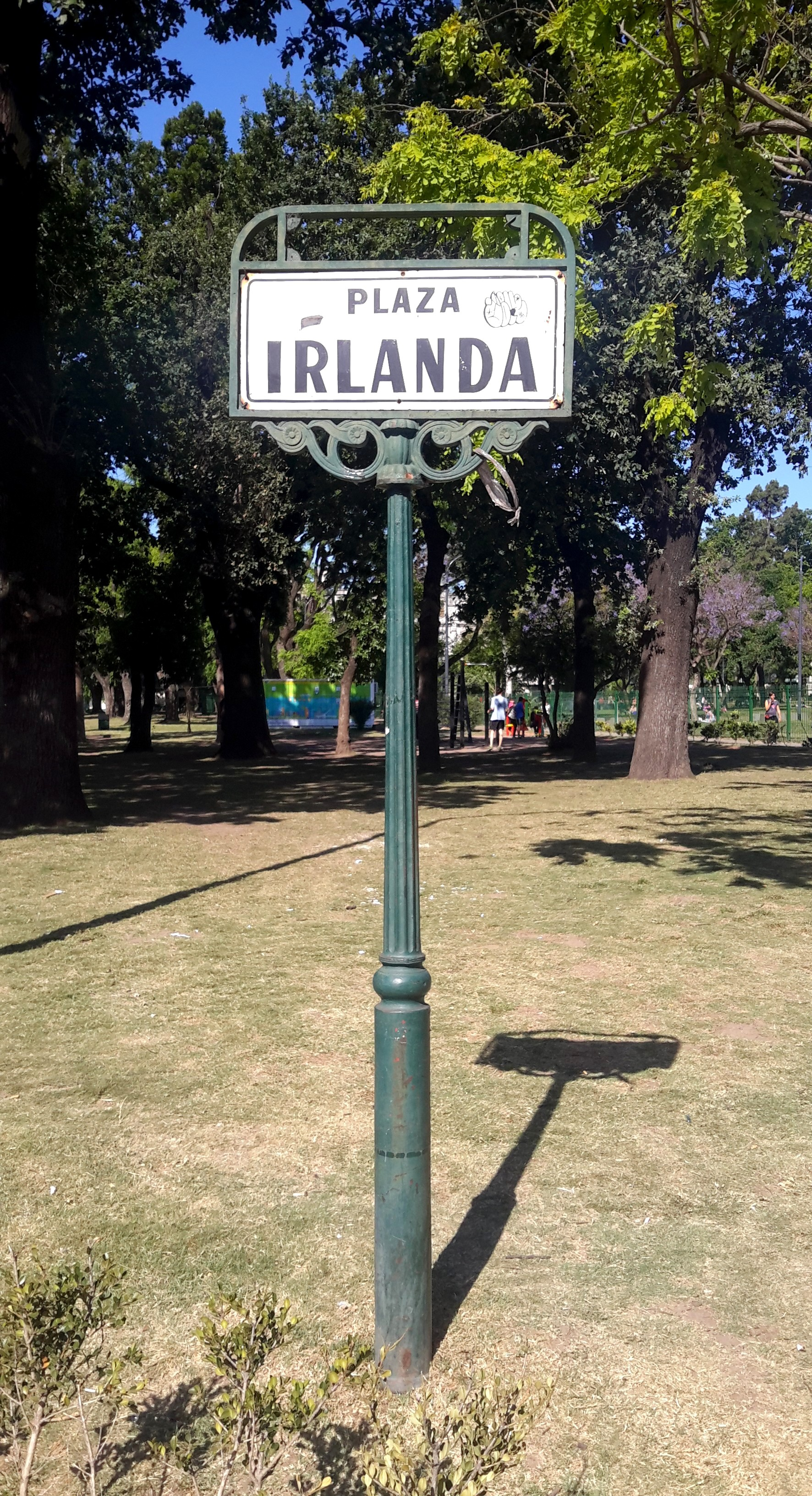
Die Plaza Irlanda

Tatsächlich findet Bordenave seine Frau sehr verändert vor – sanft und liebevoll, ganz anders als vor der Behandlung. Sie freut sich auch über die Hündin und versteht sich gut mit ihr. Und doch beginnt Bordenave, das frühere Wesen seiner Frau zu vermissen. Dazu kommen merkwürdige Momente, in denen Diana einfache Fakten vergessen zu haben scheint – so will sie eine defekte Uhr zum Uhrmacher bringen, obwohl Bordenave selber diesen Beruf ausübt, verwechselt ihren Neffen mit einem fremden Jungen und scheint ihre Kochrezepte nicht mehr zu beherrschen. Wiederholt möchte sie mit Bordenave die Plaza Irlanda besuchen; er kommt diesem Wunsch nach, wenn auch befremdet, da er nicht verstehen kann, warum gerade dieser Platz Diana neuerdings so interessiert. Ceferina, die Haushälterin der Bordenaves, steht Dianas Wesensänderung mit großem Misstrauen gegenüber und durchsucht eines Tages in Dianas Abwesenheit ihre Sachen. Bordenave protestiert dagegen, nimmt es aber hin. Ceferina findet die Fotografie eines Mädchens von etwa zwanzig Jahren, das mit „Erinnerung an die Plaza Irlanda“ beschriftet ist. Da Bordenave schlecht geschlafen hatte, bringt ihm Diana bei ihrer Heimkehr ein Schlafmittel mit. Sie scheint sehr darauf erpicht zu sein, dass er es einnimmt. Bordenave gibt dies nur vor und beobachtet in der Nacht, wie Diana seine Schubladen durchwühlt, bis sie gefunden hat, was sie suchte: den Stammbaum ihrer Familie, den sie mit großem Interesse zu betrachten scheint.
Nervös und beunruhigt sucht Bordenave Dr. Samaniego auf, um ihm zu berichten, dass er seine Frau „nicht mehr finde“. Sie sei eine andere geworden. Beide ereifern sich. Als Bordenave ankündigt, angesichts der fehlenden Bereitschaft Samaniegos, auf seine Sorgen einzugehen, selber mit seiner Frau sprechen zu wollen, um ihr „die Wahrheit zu entreißen“, betäubt ihn Samaniego mit einer Spritze und Bordenave erwacht in einem Zimmer der Heilanstalt. Dort soll er nun offenbar gegen seinen Willen ebenfalls einer Kur unterzogen werden. Er beginnt, seine Geschichte aufzuschreiben und lässt diese durch eine ihm gewogene Pflegerin namens Paula seinem Bekannten Felix Ramos bringen. Mit Hilfe Paulas gelingt ihm schließlich auch die Flucht aus der Anstalt. Dr. Samaniego sucht Bordenave zuhause auf und beteuert, er sei gar nicht eingesperrt gewesen; schließlich habe er auch nicht den Wunsch geäußert, zu gehen. Man habe ihn in der Klinik einer „Ruhe- und Kräftigungskur“ unterzogen. Diana sei nun auch wieder in der Klinik, wo er sie sehen könne. Der beschwichtigte Bordenave folgt Samaniego auch tatsächlich zurück in die Klinik.
In Samaniegos Büro klärt dieser Bordenave nun über den Grund für Dianas verändertes Wesen auf. Er, Samaniego, habe eine Ruhekur entwickelt, zu der er von seiner Methode, das Einschlafen zu fördern, angeregt worden sei. Er stelle sich jeweils vor, ein Hund zu sein, „der in der Sonne schläft, auf einem Floß, das auf einem breiten, ruhigen Strom langsam dahintreibt“. Dann schlafe er ein. Er sei daher zum Schluss gekommen, „daß es für den Menschen keine bessere Ruhekur gibt als das Eintauchen in das Tierische“. Es sei gelungen, die menschliche Seele zu isolieren und in einen anderen Körper zu verpflanzen. Die Ruhekur für Diana sollte nun darin bestehen, ihre Seele für eine gewisse Zeit einer Jagdhündin einzupflanzen. Als diese entlief, war Samaniego zunächst ratlos, fand dann jedoch eine todkranke junge Frau, die an der Plaza Irlanda wohnte und gerne bereit war, ihre Seele in Dianas Körper verpflanzen zu lassen, um so zu überleben. Diana kehrte also mit der Seele der Frau von der Plaza Irlanda zu Bordenave zurück. Über ihn und ihre Familie wusste sie nur, was sich Samaniego und seine Leute zusammenreimen und ihr beibringen konnten.
Bordenave reagiert entrüstet auf diese Erklärungen und fordert Samaniego auf, ihm seine Frau zurückzugeben. Tatsächlich sei, so Samaniego, die Hündin inzwischen gefunden worden. Samaniego macht Bordenave jedoch nur ein Angebot, das dieser nicht annehmen will: Die Seele der Frau in Dianas Körper kann oder will er diesem nicht mehr entnehmen. Dianas Seele jedoch könne er einer anderen, jüngeren, aber geistig unheilbar kranken Frau einsetzen. Bordenave müsse wählen. Dieser möchte nichts davon wissen und fährt den Doktor an: „Der Kranke sind Sie! Der Kranke sind Sie!“ Erneut stellt ihn Samaniego mit einer Spritze ruhig. Wieder erwacht Bordenave in einem Zimmer der Heilanstalt. Die Pflegerin Paula antwortet nur ausweichend auf seine Frage, ob sie ihm bei einem neuen Fluchtversuch helfen werde. Er solle sich mit seinem Bericht beeilen, da sie morgen in ein anderes Stockwerk versetzt werde. Mit Bordenaves Gedanken, dass es vielleicht noch nicht zu spät sei, Samaniego davon zu überzeugen, die Seele des Mädchens von der Plaza Irlanda „in den Körper der andern zu tun und meine Frau in den, der ihr gehörte“, endet sein Bericht.

### Zweiter Teil
Der zweite Teil „von Felix Ramos“ umfasst nur wenige Seiten. Ramos erzählt, wie ihm ein Hund, nachdem er schon zuvor einen „wirren, ungeheuerlichen Brief“ von Bordenave erhalten habe, weitere von Bordenave unterzeichnete Papiere gebracht habe. Dieser Hund, der versuchte, mit seinen Vorderpfoten die Klinke zu Ramos’ Tür niederzudrücken, habe eine für ein Tier außergewöhnliche Intelligenz gezeigt. Kurz darauf wurde der Hund von einem Angestellten der Hundeschule mitgenommen – er sei entlaufen. Ramos ruft in der psychiatrischen Klinik an und spricht mit der Pflegerin Paula, die ihn fragt, ob er die Papiere erhalten habe. Auf seine Bestätigung hin, dass ein Hund sie gebracht habe, ruft sie „Armes Hündchen! Mein liebes Hündchen!“ aus. Zwanzig Tage später erscheint Bordenaves alte Haushälterin Ceferina bei Ramos. Sie schreit aufgeregt: „Der, der zurückgekommen ist, ist nicht Lucho! Der, der zurückgekommen ist, ist nicht Lucho!“ und bricht tot zusammen.
Ramos macht sich die Totenwache bei Ceferina zunutze, um Bordenave zu sehen. Dieser begegnet ihm so gleichgültig, dass Ramos bei einer Gruppe von Freunden in der Nähe „Zuflucht“ sucht. Der Roman endet mit Ramos’ Beobachtung eines jungen Mädchens mit kurzem Haar, das Diana anschreit, sie solle ihr Haus verlassen, in dem sie nichts zu suchen habe. Bordenave und Standle setzen das Mädchen auf die Straße. Sowohl im Genick des Mädchens als auch Bordenaves fällt Ramos eine Narbe auf. Er beschließt, die Angelegenheit, die ihm verworren und bedrohlich erscheint, „für eine Weile zu vergessen“.

## Biografischer Hintergrund und Werkzusammenhang
Einer in der Sammlung Materialien zur lateinamerikanischen Literatur von 1976 abgedruckten kurzen Autobiographie von Bioy Casares ist ein lebenslanger Bezug des Autors zu Hunden zu entnehmen. Notizen zu seinen Hunden räumt er ein vergleichbares Gewicht ein wie beispielsweise seiner Lektüre. Für 1971 notiert er: „Lektüre: Erzählungen von Paulhan, Voltaire, Le siècle Louis XIV, Le siècle Louis XV, Charles XII de Suède. Die Hündin Diana kommt ins Haus.“ 1918 (also im Alter von ungefähr vier Jahren) habe er bei einer Verlosung einen „Hund namens Gabriel“ gewonnen. „Am nächsten Tag ist er nicht mehr im Haus. Man sagt mir, ich habe geträumt“. Er erwähnt einen weiteren Hund, Ayax, der 1931 ins Haus gekommen und 1942 gestorben sei.
Bioy Casares nimmt in Schlaf in der Sonne Bezug auf seinen früher erschienenen Roman Der Traum der Helden. Der Bezug wird dadurch hergestellt, dass Lucio Bordenave eine Zeitungsmeldung liest, die die Handlung von Der Traum der Helden aufzugreifen, aber zugleich in ihr Gegenteil zu verkehren scheint. Während in Der Traum der Helden die verkleidete (spätere) Frau des Protagonisten diesen während eines Maskenballs vor einem Mord rettet, wird sie nun als dessen Mörderin bezeichnet. Damit werde, so Matthias Hausmann in einem Beitrag zu einer Aufsatzsammlung, durch einen späteren Roman «ein möglicher anderer Interpretationsansatz für einen vorhergehenden präsentiert».

## Rezeption
In einer Rezension im Erscheinungsjahr der deutschen Übersetzung 1976 schrieb Peter Jokostra in der Schweizer Zeitung Die Tat: „Ohne die Kenntnis Kafkas wäre die unheimliche Szenerie in Schlaf in der Sonne, die Klinik des Doktor Samaniego, in der die Seelen psychisch Kranker in Hunde verpflanzt werden, nicht denkbar“. Bordenave, der sich im Roman selber anklagt, Diana nicht genug und richtig zu lieben, sei „schuldig, weil er ihre Seele vergessen hat“. Das sei das eigentliche Thema von Bioy Casares, „das alle seine Bücher leitmotivisch durchzieht und ihnen ihre Tiefe, ihre unheimliche Bodenlosigkeit gibt“. Der Roman sei zwar phantastisch, erreiche seine Wirkung aber mit realistischen Methoden. Bordenaves Ausruf „Der Kranke sind Sie!“ zitierend, kommt Jokostra zum Schluss, dass der Leser erkennen solle, dass eine Gesellschaft krank sei, „die solche Praktiken zulässt, die sie erst ermöglicht, und so die Seele des Menschen zerstört, das Leben, wie es ihm gegeben ist, nicht respektiert“.
Für John C. Murchison von der University of British Columbia gibt es hingegen „keine besondere Botschaft“; der Genuss ergebe sich aus Bioys Fähigkeit, eine bedrückende Atmosphäre zu schaffen und dabei immer aus der Perspektive von Bordenave zu sprechen, der durch und durch anständig und hoffnungslos gutherzig sei. Bioy sei ein „writer’s writer“ (ein Schriftsteller, der von Schriftstellern geschätzt wird) und das Buch die brillant ausgeführte tour-de-force eines Autors.
T.J. Lewis bezeichnet das Buch als einen der besten und in Argentinien populärsten Romane von Bioy Casares und lobt die englische Übersetzung von Suzanne Jill Levine, der man kaum anmerke, dass es sich um eine Übersetzung handelt.
Michael Rössner schreibt in der Lateinamerikanischen Literaturgeschichte, dass der Roman wie Diario de la guerra del cerdo (Tagebuch des Schweinekriegs) von 1969 und El sueño de los héroes (Der Traum der Helden) von 1954 politisch interpretierbar sei. Rössner vergleicht die „Seelentransplantation“ des Romans mit „Methoden der Gehirnwäsche“. Die phantastische Handlung gewinne besondere Wirkung „durch ihre Verknüpfung mit einer liebevoll detailgetreu und realistisch, fast kostumbristisch geschilderten kleinbürgerlichen Welt“, in der sich die Figuren bewegen. Auch Matthias Hausmann, der Schlaf in der Sonne in einer Beitragssammlung über das Groteske in der spanischsprachigen Literatur behandelt, sieht eine Interpretierbarkeit „als generelle Parabel auf politische Verhältnisse“. Die grotesken Elemente des Romans entfalten nach Hausmann „kritisches Potential“ und es könne in diesem Zusammenhang gefragt werden, „ob die phantastische Literatur nicht mehr sein kann als Evasionsliteratur, wie immer noch oft behauptet wird, nämlich auch engagierte Literatur mit politischer Zielsetzung“.
Im Autorenlexikon Lateinamerika wird Schlaf in der Sonne als „fantastischer Thesenroman“ bezeichnet. Er belege, „daß menschliche Identität nicht auf dem vergänglichen Äußeren, sondern auf der Seele beruht“.

## Verfilmung
Eine Verfilmung des argentinischen Regisseurs Alejandro Chomski erschien 2010. Der Film Dormir al sol bzw. Asleep in the Sun (internationaler englischer Titel) wurde auf verschiedenen Filmfestivals gezeigt, unter anderem auf dem Internationalen Filmfestival Karlovy Vary und dem San Francisco International Film Festival. Er wurde für mehrere Auszeichnungen nominiert. Hauptdarsteller sind Luis Machín (Lucio Bordenave), Esther Goris (Diana) und Carlos Belloso (Dr. Samaniego).

## Ausgaben
Erstausgabe:
- Dormir al sol. Emecé Editores, Buenos Aires 1973, ISBN 950-04-0225-4.

Deutsche Ausgaben:
- Schlaf in der Sonne. Übersetzt von Joachim A. Frank. Suhrkamp, Frankfurt am Main 1976, ISBN 3-518-02535-X.
- Taschenbuchausgabe:   Schlaf in der Sonne (= Suhrkamp-Taschenbuch. Bd. 691). Übersetzt von Joachim A. Frank. Suhrkamp-Taschenbuch-Verlag, Frankfurt am Main 1981, ISBN 3-518-37191-6.

Die deutsche Taschenbuchausgabe wurde 2001 neu aufgelegt. Der Roman wurde in mehrere weitere Sprachen übersetzt. Bereits 1974 erschien die französische Übersetzung Dormir au soleil bei Gallimard und 1978 die englische Ausgabe Asleep in the sun bei Persea Books. Es folgten Übersetzungen ins Portugiesische (Dormir ao sol, 1980), Rumänische (Dormind la soare, 1984) und Slowakische (Spánok na slnku, 1986).